# Samyama
Samyama (từ tiếng Phạn संयम saṃ-yama — giữ bên nhau, buộc chặt, cột lại, hợp nhất) là việc thực hành kết hợp cùng lúc của Dhāraṇā (Sự tập trung), Dhyāna (Thiền định) và Samādhi (Nhất tâm).

## Mô tả
Nó là một phương tiện để tiếp nhận kiến thức sâu hơn về tính chất của đối tượng. Nó là một thuật ngữ tóm tắt quá trình "bao trùm" về sự hấp thu mang tính tâm trí trong đối tượng của thiền định.  Đối với Patanjali, Pratyahara là giai đoạn trước để thực hành và phát triển Samyama; "sự chưa trưởng thành tâm linh" nên dành thời gian để thấu hiểu Ashtanga yoga.

## Khuôn khổ
Samyama, như trong tác phẩm Yoga Sutras của Patanjali tuyên bố, cảm nhận prajñā. Adi Yoga hay Mahasandhi thảo luận về ' mūla prajñā của "lắng nghe/nghiên cứu, tra xét/trầm tư, nhận thức/thiền định" điều mà là một sự thay đổi trật tự của tam thể thần thánh của Samyama. Những điều này hoạt động một cách vô thức trong hình thức không cấu trúc (vì vậy tạo ra những kết quả tương tự Samyama đột ngột từng phần riêng) bởi những hoạt động suy nghĩ hay sự tập trung tư lự (đặc biệt là Catuskoti và Koan) và mức độ xuất thần sâu. Bất kỳ loại tư duy trực quan nào ở các giai đoạn biểu hiện khác nhau của nó cũng đều liên quan mật thiết đến các hiện tượng như Samyama.

## Thực hành và cấu trúc
Samyama được thực hành liên tục bởi Yogin của một số trường phái nhất định (chẳng hạn như Raja Yoga, Adi Yoga). Được mô tả trong Kinh Yoga của Patanjali, nó bao gồm ba chi trên của Raja Yoga. Theo kinh Yoga của Patanjali, một hành giả đã thành tựu  samyama vượt qua tất cả "những chướng ngại về nhận thức" (tiếng Phạn: klesha). Sutras mô tả "năng lực", "sự thành công" hay "sự hoàn hảo" đa dạng(Tiếng Sanskrit: siddhi) một du già có thể đạt được thông qua sự dẫn dắt của Samyama.

## Yoga Sutras
Samyama được định nghĩa trong Yoga Sutras of Patanjali từ câu 3.1 đến 3.6 như sau, trong đó tiếng Phạn ở Devanagari và IAST được lấy từ Little  và tiếng Anh từ nhà đạo học Iyengar (1993: pp. 178–183): 
देशबन्धश्चित्तस्य धारणा ॥ १॥ 

deśabandhaścittasya dhāraṇā.. 1..

Giữ chặt nhận thức trên một điểm hay một vùng là sự tập trung (dhāraṇā).

तत्र प्रत्ययैकतानता ध्यानम् ॥ २॥ 

tatra pratyayaikatānatā dhyānam.. 2..

Nếu một dòng chảy chú tâm đều và liên tục hướng trực tiếp đến cùng một điểm hay một vùng là thiền định  (dhyāna).

तद् एवार्थमात्रनिर्भासं स्वरूपशून्यम् इव समाधिः ॥ ३॥ 

tad evārthamātranirbhāsaṃ svarūpaśūnyam iva samādhiḥ.. 3..

Khi đối tượng của thiền định bao trùm hành giả, hiện lên như chủ thể, sự nhận thức bản ngã biến mất. Điều này là samādhi.

त्रयम् एकत्र संयमः ॥ ४॥ 

trayam ekatra saṃyamaḥ.. 4.. 

Ba điều này hợp lại [dhāraṇā, dhyāna and samādhi] chính là sự hợp nhất hay saṃyama.

तज्जयात् प्रज्ञालोकः ॥ ५॥ 

tajjayāt prajñālokaḥ.. 5..

Từ sự lão luyện saṃyama đưa đến ánh sáng của nhận thức và sự thấu hiểu bản chất của sự vật.

तस्य भूमिषु विनियोगः ॥ ६॥ 

tasya bhūmiṣu viniyogaḥ.. 6..

Saṃyama có thể ứng dụng trên nhiều địa hạt khác nhau để thấy được sự hữu dụng của nó.